# Bula Quo! (DVD)
Bula Quo! è un DVD/Blue Ray pubblicato dal gruppo inglese Status Quo nel novembre del 2013, contenente un film d'azione girato nelle Isole Figi nel 2012.

## Il DVD
Si tratta di un film d'azione in cui i componenti degli Status Quo si esibiscono in qualità di veri e propri attori interpretando sé stessi.
La trama vede coinvolti principalmente Francis Rossi e Rick Parfitt, i due componenti storici del gruppo, che vengono braccati per essere uccisi dalla mafia locale delle Isole Figi dopo essersi trovati accidentalmente ad assistere ad un delitto, di cui sono scomodi testimoni da eliminare.
Il film scorre tra toni seri e faceti, con inseguimenti, peripezie e gag di vario genere. Viene affidato alla regia di Stuart St. Paul e vede come protagonisti anche attori professionisti quali Jon Lovitz, Craig Fairbrass e Laura Aikman.
Ispirati dal clima e dal paesaggio incantato in cui si svolgono le riprese, gli Status Quo compongono anche la colonna sonora del film, pubblicata anch'essa nel 2013.
Il film viene proiettato nelle sale cinematografiche del Regno Unito nell'estate del 2013 e pubblicato su supporto DVD/Blue Ray a partire dal 4 novembre dello stesso anno. È in lingua inglese e non sono presenti sottotitoli in italiano.

## Tracce
Bula Quo! (Film - durata 91 min.)

### Extra
- Pop promos & exclusive bd bonus;
- Behind the scenes;
- B - Roll;
- Commentary.

## Formazione
- Francis Rossi (chitarra solista, voce)
- Rick Parfitt (chitarra ritmica, voce)
- Andy Bown - tastiere
- John 'Rhino' Edwards - basso
- Matt Letley - percussioni